# 長野原警察署
長野原警察署（ながのはらけいさつしょ）は、群馬県警察が管轄する警察署の一つである。

## 所在地
- 群馬県吾妻郡長野原町大字長野原1520-4

## 管轄区域
- 群馬県吾妻郡長野原町、嬬恋村、草津町

## 組織
- 警務課 - 警務係、警察安全相談係、犯罪被害者支援係
- 会計課 - 会計係
- 生活安全課 - 生活安全係
- 地域課 - 地域係
- 刑事課 - 総務係、刑事係、鑑識係
- 交通課 - 交通係
- 警備課 - 警備係

## 交番

### 草津町
- 草津町交番（吾妻郡草津町大字草津449-1）

### 嬬恋村
- 嬬恋交番（吾妻郡嬬恋村大字芦生田599-5）

## 駐在所

### 長野原町
- 川原湯駐在所（吾妻郡長野原町大字川原湯454-118）
- 北軽井沢駐在所（吾妻郡長野原町大字北軽井沢1987-369）

### 嬬恋村
- 大前駐在所（吾妻郡嬬恋村大字大前785）
- 田代駐在所（吾妻郡嬬恋村大字田代984-5）

## 主な未解決事件
- 嬬恋村地内事後強盗事件（被疑者は現在も逃亡中で、全国に指名手配されている。）[1]